# Frontera entre Egipte i Israel
La frontera entre Egipte i Israel s'estén des del golf d'Aqaba fins a la franja de Gaza. A excepció de les zones costaneres, es tracta d'àrees desèrtiques muntanyenques entre el desert del Nègueb i el desert del Sinaí.
Les fronteres d'Israel no estan definides i reconegudes per unanimitat per la comunitat internacional. Han estat modificades diverses vegades des de la creació de l'estat en 1948.

## Traçat

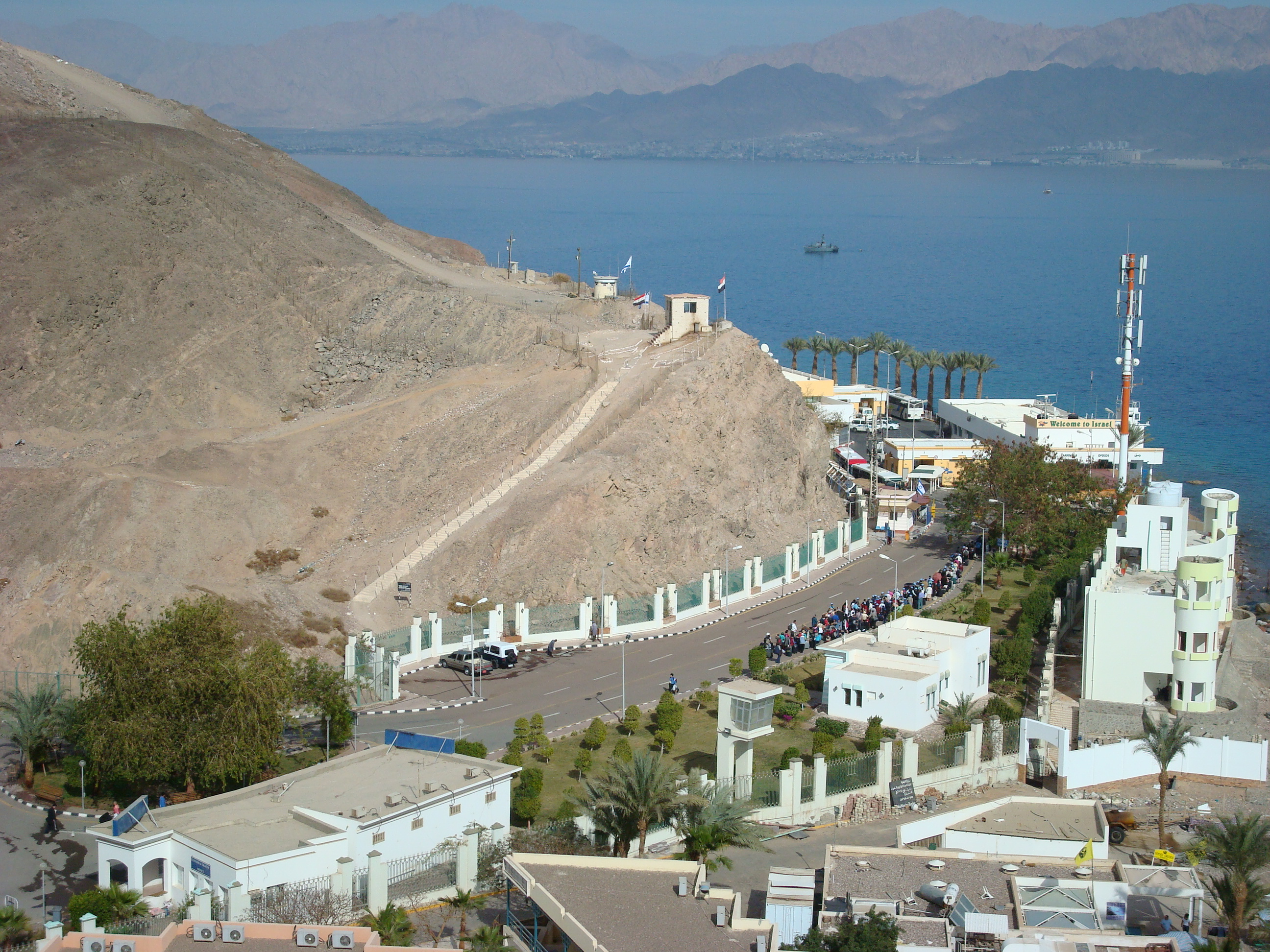
El pas fronterer de Taba des del cantó egipci.

Comença a l'oest del kibbutz de Kerem Shalom, al nivell de la carretera que va de Rafah a la vila de Taba. A uns 6 kmd abans d'arribar a la ciutat israeliana d'Elat es desvia de la carretera per arribar directament a la localitat de Ras El Masri al golf d'Aqaba a 1 km al sud-est de Taba.

## Història
A la fi del segle xix, el moviment sionista va propugnar la creació d'un estat jueu a Palestina. En el context de la lluita entre el nacionalisme àrab i el nacionalisme jueu el 29 de novembre de 1947 l'Assemblea General de les Nacions Unides va votar el pla de partició de Palestina que suposava definir les fronteres del futur estat jueu i un altre àrab a Palestina.
Des de la seva creació, el jove Estat jueu es trobava enfrontat en guerra amb els seus veïns àrabs. Després de guanyar la guerra araboisraeliana de 1948, les fronteres d'Israel es fixen en línies de fet segons les línies de armistici de 1949. Al costat egipci, la frontera es fixa principalment en les fronteres del Mandat de Palestina, excepte el nord, on Egipte té control sobre el que esdevindrà franja de Gaza.
En 1956, Israel va envair la península del Sinaí quan la crisi de Suez, operació conjunta amb França i Regne Unit. No obstant això, Israel es retira ràpidament dels territoris conquistats, i la frontera de facto no es va modificar.
Després de la Guerra dels Sis Dies (1966) les Forces de Defensa d'Israel ocuparen el Sinaí. En 1979, els acords de Camp David assenyalaren el final de l'ocupació de Sinaí. Després de diverses retirades successives, la frontera entre Israel i Egipte torna al llarg de la línia d'armistici de 1949, llevat del nivell de la franja de Gaza, que Egipte deixa a Israel i que Israel ocuparà fins a 2005.

### Fortificació de la frontera

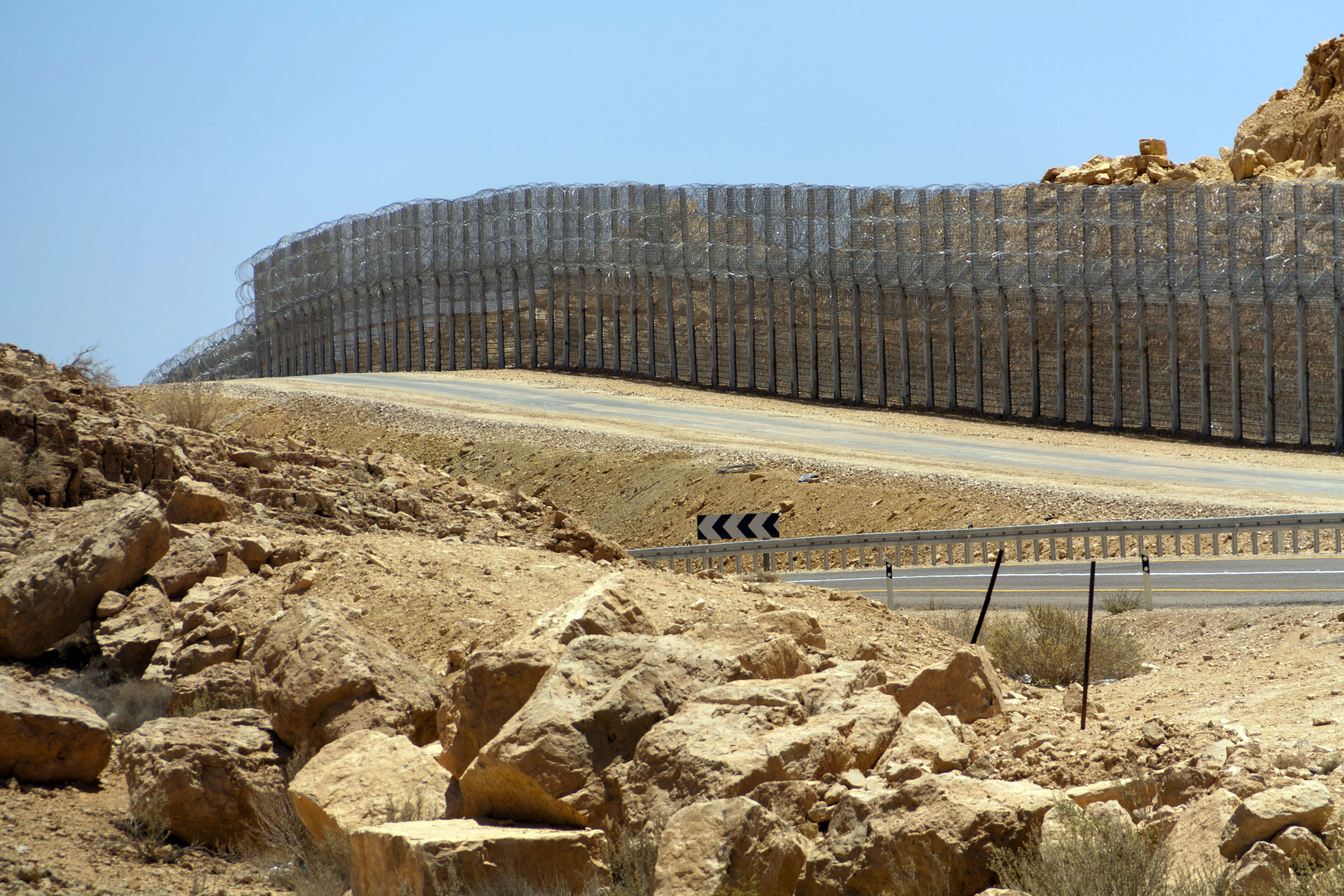
Una part de la frontera fortificada en juny de 2012.

Per reduir la immigració il·legal i com a mesura de seguretat contra possibles atacs terroristes, a principis de 2010 Israel va augmentar considerablement el desenvolupament de la frontera mitjançant càmeres i barreres. Aquests diversos desenvolupaments haurien costat gairebé un milió de shekels o 270 milions de dòlars. La barrera es va completar el 2013. Té una alçada de 5 metres i una longitud de 245 km, connecta la franja de Gaza a Elat passant per Kerem Shalom.